# Кричевский, Григорий Александрович
Григо́рий Алекса́ндрович Криче́вский (род. 11 февраля 1964, Москва) — российский журналист, теле- и радиоведущий, медиаменеджер. Генеральный директор телеканала «Звезда» (2007—2013), руководитель информационного вещания телеканалов НТВ (2000—2001), ТВ-6 (2001—2002), ТВС (2002—2003) и «Россия-Культура» (2004—2005). В настоящее время — преподаватель Высшей школы экономики (с 2018 года).

## Биография
Григорий Кричевский родился 11 февраля 1964 года в Москве. Получил 3 высших образования: сначала, в 1986 году окончил МГПИ им. Ленина (специальность «Французский и немецкий языки», квалификация «учитель французского и немецкого языков»), в 1999 году — Московский государственный лингвистический университет по специальности «Филолог», «Переводчик с французского языка». В 2005 году также закончил бизнес-школу МГУ по специальности «Управление предприятием».

### Профессиональная деятельность
В 1988 году Кричевский начал работать в Главной редакции радиовещания на Западную Европу Гостелерадио СССР в качестве диктора на французском языке. С конца 1991 года работал диктором на французском языке на «Московском радио» и в информационной службе РГТРК «Останкино».
С 1992 года Кричевский работал корреспондентом московского бюро радио «Свобода». Под руководством Владимира Кулистикова до середины 1996 года работал одним из сменных редакторов отдела новостей Русской службы в московском бюро радиостанции.

### Телевидение

#### НТВ,ТВ-6,ТВС
По приглашению Владимира Кулистикова пришёл на НТВ. Работал на телевидении с 1996 по 2014 год.
С 1996 по 2000 год работал ведущим утренних и дневных выпусков информационной программы «Сегодня» на телеканале НТВ, иногда замещая своих коллег в программе «Сегодня вечером». Параллельно работал консультантом и редактором в информационно-аналитической программе «Итоги», в 1999 году заменял Евгения Киселёва в качестве ведущего программы. Вёл прямой репортаж с первой торжественной церемонии вступления в должность президента России Владимира Путина (7 мая 2000 года).
В 1999 году — автор, сценарист (совместно с Сергеем Морозовым и Фёдором Тавровским) и ведущий документального фильма «Жизнь под грифом „Секретно“» из цикла «Новейшая история», в котором рассказывалось об истории бегства из США и жизни в СССР двух советских разведчиков Иосифа Берга и Филиппа Староса.
С 1999 по октябрь 2000 года — заместитель главного редактора Службы информации НТВ. С октября 2000 (после ухода Владимира Кулистикова) по апрель 2001 года — главный редактор Службы информации телекомпании НТВ, первый заместитель генерального директора канала. Принимал участие во встрече журналистов НТВ с президентом Путиным 29 января 2001 года.
После перехода НТВ под контроль «Газпром-Медиа» 14 апреля 2001 года Кричевский вместе со многими своими коллегами покинул телекомпанию и перешёл работать сначала на телеканал ТНТ, а затем — на телеканал Бориса Березовского ТВ-6.
Весной 2001 года Григорий Кричевский сменил Михаила Пономарёва на посту главного редактора Службы информации телекомпании ТВ-6 (МНВК). С апреля 2001 по январь 2002 года — главный редактор информационных программ телеканала, а также заместитель генерального директора ТВ-6.
Параллельно с административной деятельностью, на ТВ-6 Кричевский вёл прямые включения с рок-фестиваля «Нашествие-2001» в паре с Юлией Бордовских, один выпуск программы «Тушите свет», а также фильмы из цикла «Новейшая история». Отдельного внимания заслуживают такие работы Кричевского из этого цикла, как «Женщина русского лейтенанта» о вдове члена экипажа атомной подводной лодки К-141 «Курск», капитана-лейтенанта Дмитрия Колесникова Ольге, а также фильм «Красная капелла: охота на пианистов».
С июня 2002 по март 2003 года — руководитель информационных программ на телеканале ТВС. Этот телеканал был основан журналистским коллективом, который ранее работал на телеканалах НТВ и ТВ-6 и выиграл аукцион на шестую метровую частоту, принадлежавшую ТВ-6, в марте 2002 года. С января по март 2003 года, после того, как телеканал покинул Александр Левин, в ведомстве Кричевского (а также Евгения Киселёва и Людмилы Бродской) находились полномочия генерального продюсера.
17 марта 2003 года ушёл с телеканала после конфликта с Евгением Киселёвым и другими видными сотрудниками ТВС, которые посчитали невозможным работать под руководством Кричевского — среди них были Владимир Кара-Мурза, Алексей Воробьёв, Елизавета Листова, Владимир Соловьёв, Виктор Шендерович, Михаил Осокин и Марианна Максимовская. Чуть раньше из-за конфликта с Кричевским команду Киселёва покинули Светлана Сорокина, Вячеслав Крискевич, Андрей Норкин, Ашот Насибов. Деятельность Кричевского и его политика как руководителя информационной службы также критиковались бывшими и действовавшими рядовыми сотрудниками канала.

#### Дальнейшая профессиональная деятельность
После ухода с ТВС и последующего закрытия телеканала в июне 2003 года рассматривалась возможность перехода Кричевского на «Первый канал» в качестве шеф-редактора и ведущего воскресного выпуска программы «Время». Месяцем позже, в июле того же года, Григорий Кричевский начал работу над созданием нового круглосуточного информационного канала под условным названием «Новости-24» в структуре ВГТРК. Планировалось, что данный телеканал начнёт вещание на 25 ТВК в Москве (где должна была выходить русская версия европейского новостного телеканала Euronews) или же на шестом метровом канале, который на тот момент принадлежал телеканалу «Спорт». Но вскоре последняя информация была опровергнута. К началу-середине 2004 года Кричевский в создании данного канала участие уже не принимал; сам же его запуск состоялся только в июле 2006 года под названием «Вести-24» (ныне «Россия-24»).
В 2005 году являлся заместителем главного редактора телеканала «Культура». Также курировал информационное вещание этого телеканала — программу «Новости культуры».
В 2006 году — вице-президент коммуникационной компании КРОС.
С января 2007 года Григорий Кричевский занимался информационной политикой медиагруппы «Звезда», куда входят одноимённые телеканал и радиостанция. Перешёл на телеканал по приглашению Руслана Соколова, тогдашнего гендиректора «Звезды».
C сентября 2007 по апрель 2012 года — генеральный директор телеканала «Звезда». С апреля 2012 по март 2013 года — генеральный директор медиагруппы ОАО «Телерадиокомпания Вооруженных Сил Российской Федерации „Звезда“».
С марта 2013 года снова занимал пост генерального директора телеканала «Звезда». В марте 2014 года ушёл с телевидения. Об этом он заявил в июле 2014 года в интервью радиостанции «Коммерсантъ FM».
С сентября 2015 по сентябрь 2016 года занимал пост генерального директора киностудии «ГЛАВКИНО».
С 1 октября 2016 года по настоящее время занимается преподавательской деятельностью. С 2018 года работает преподавателем Высшей школы экономики (профессор Факультета креативных индустрий, Школы коммуникаций).
В 2023 году стал кандидатом филологических наук, защитив диссертацию на тему "Формообразующие стратегии эпистолярной прозы русского модернизма (М. Кузмин, Д. Хармс, М. Цветаева, В. Шкловский, В. Набоков)".